# 青得里街道
青得里街道，是中华人民共和国新疆维吾尔自治区博尔塔拉蒙古自治州博乐市下辖的一个乡镇级行政单位。

## 行政区划
青得里街道下辖以下地区：
街心社区、长城社区、团结社区和和平社区。